# Дефицит 17β-гидроксистероиддегидрогеназы III
Дефицит 17β-гидроксистероиддегидрогеназы III — редкое интерсекс-состояние, влияющее на биосинтез тестостерона под действием 17β-гидроксистероиддегидрогеназы III (17β-HSD III), который может вызывать нарушение вирилизации младенцев генетически мужского пола.

## Признаки и симптомы
Дефицит 17-β-гидроксистероиддегидрогеназы III клинически характеризуется либо гениталиями неопределенного типа, либо полностью женскими наружными гениталиями при рождении; как следствие нарушения дифференциации пола у лиц с кариотипом 46.XY, а также:
- Гипотиреозом
- Крипторхизмом
- Бесплодием
- Нарушением обмена веществ

## Генетика
Генетически дефицит 17β-гидроксистероиддегидрогеназы III (аутосомно-рецессивное расстройство) вызван мутациями, обнаруженными в гене 17β-HSD III (17BHSD3).

## Биохимия
Андростендион вырабатывается в яичках, а также в коре надпочечников. Андростендион генерируется из дегидроэпиандростерона (DHEA) или гидроксипрогестерона.
Дефицит гена HSD17B3 характеризуется биохимическим снижением уровня тестостерона и повышением уровня андростендиона в результате дефекта преобразования андростендиона в тестостерон. Это приводит к клинически важному более высокому соотношению андростендиона к тестостерону.

## Диагностика
С точки зрения диагностики дефицита 17β-гидроксистероиддегидрогеназы III следует учитывать следующее:
- Увеличение соотношения андростендиона к тестостерону
- Дисгормоногенез щитовидной железы
- Генетическое тестирование

## Лечение
В Консенсусном заявлении 2006 года (англ. 2006 Consensus statement) по лечению интерсекс-состояний говорится, что люди с дефицитом 17β-гидроксистероиддегидрогеназы III имеют средний риск развития злокачественных заболеваний зародышевых клеток (28 %), и рекомендует проводить мониторинг гонад. В обзоре 2010 года риск возникновения опухолей зародышевых клеток составил 17 %.
Лечение дефицита 17β-гидроксистероиддегидрогеназы III может состоять, согласно одному источнику, в уничтожении половых желез до наступления половой зрелости, что, в свою очередь, останавливает маскулинизацию.
Хьюитт и Уорн утверждают, что дети с дефицитом 17β-гидроксистероиддегидрогеназы III, которые воспитываются как девочки, часто в будущем всё равно гендерно ощущают себя мужчинами, описывая эти изменения как «хорошо известное, спонтанное изменение половой идентичности от женской к мужской», которое «происходит после наступления половой зрелости». Систематический обзор изменения гендерных ролей в 2005 году выявил частоту изменения гендерных ролей, у 39-64 % людей с дефицитом 17β-гидроксистероиддегидрогеназы III, воспитанных как девочки.

## Общество и культура
Изменение половых признаков у детей в соответствии с социальными нормами осуждается многочисленными правозащитными организациями по всему миру и описываются как «вредоносные практики».

### Re: Карла (Медицинская процедура)
Дело рассматривавшееся в 2016 году в Суде по семейным делам Австралии широко освещалось в национальных и международных СМИ. Судья постановил, что родители разрешили стерилизацию своего пятилетнего ребенка. Ранее ребенок подвергался медицинским вмешательствам из-за своей интерсекс-вариации. Медицинские вмешательства включали в себя клиторидэктомию и лабиапластику, без необходимого надзора со стороны суда, они были описаны судьей как операции, которые «улучшали внешний вид половых органов». Организация Intersex Human Rights Australia сочла это «тревожным» и заявила, что случай зависел от гендерных стереотипов и не учитывал данные о риске рака.